# Švařec
Švařec (německy Schwaretz) je malá vesnice, část obce Koroužné v okrese Žďár nad Sázavou. Nachází se asi 1,5 km na jih od Koroužné. Prochází zde silnice II/387. V roce 2009 zde bylo evidováno 45 adres. V roce 2001 zde trvale žilo 70 obyvatel.
Švařec je také název katastrálního území o rozloze 2,74 km2.

## Název
Původní jméno vesnice bylo Svařeč (v mužském rodě) a bylo odvozeno od osobního jména Svařek (jehož základem bylo sloveso svářeti sě). Význam místního jména byl "Svařkův majetek".

## Historie
První písemná zmínka o obci pochází z roku 1349.

## Pamětihodnosti
- Kaple Nejsvětější Trojice
- Krytý dřevěný most (technická památka)

## Fotogalerie

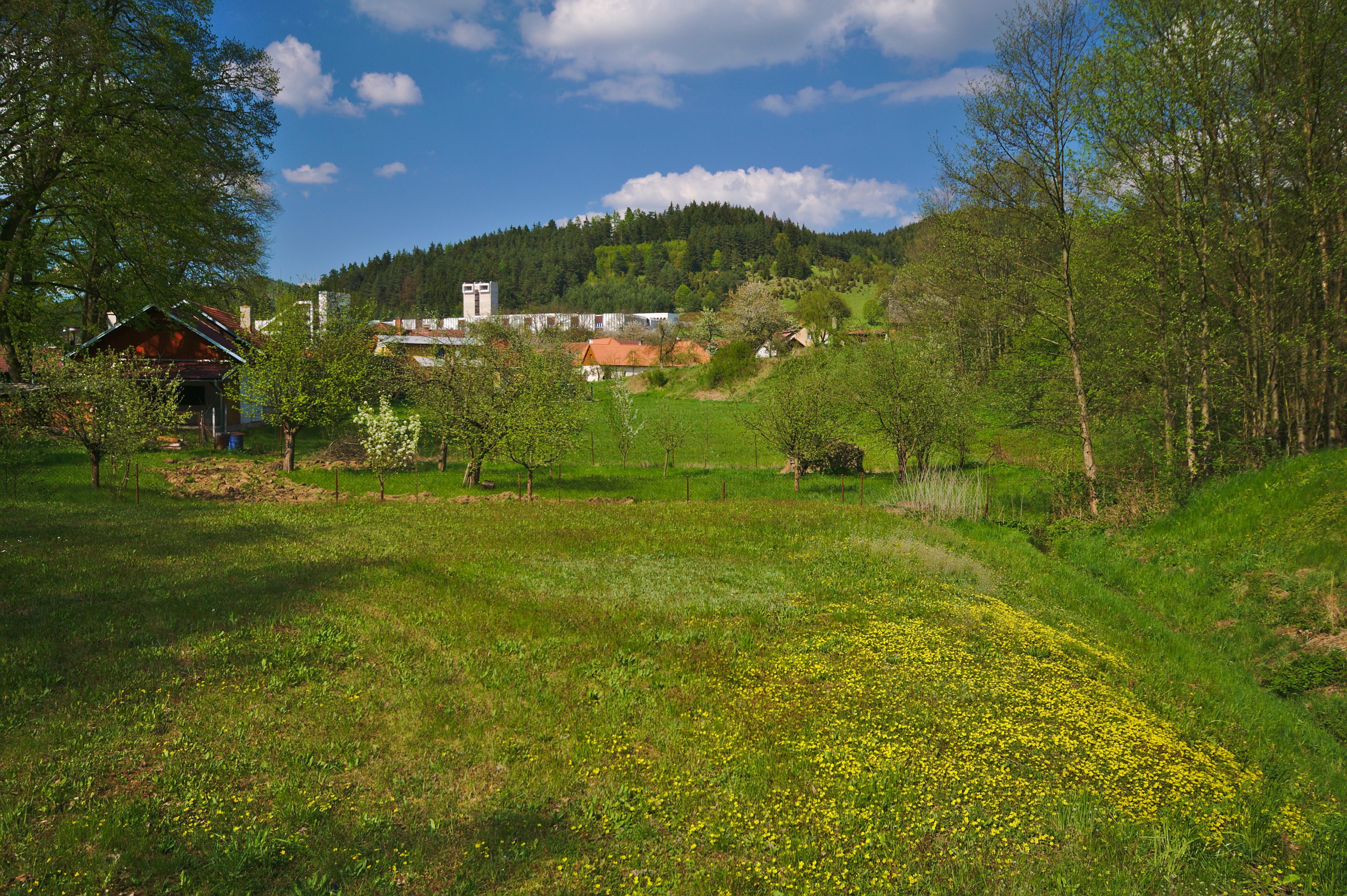
Pohled na obec od jihu
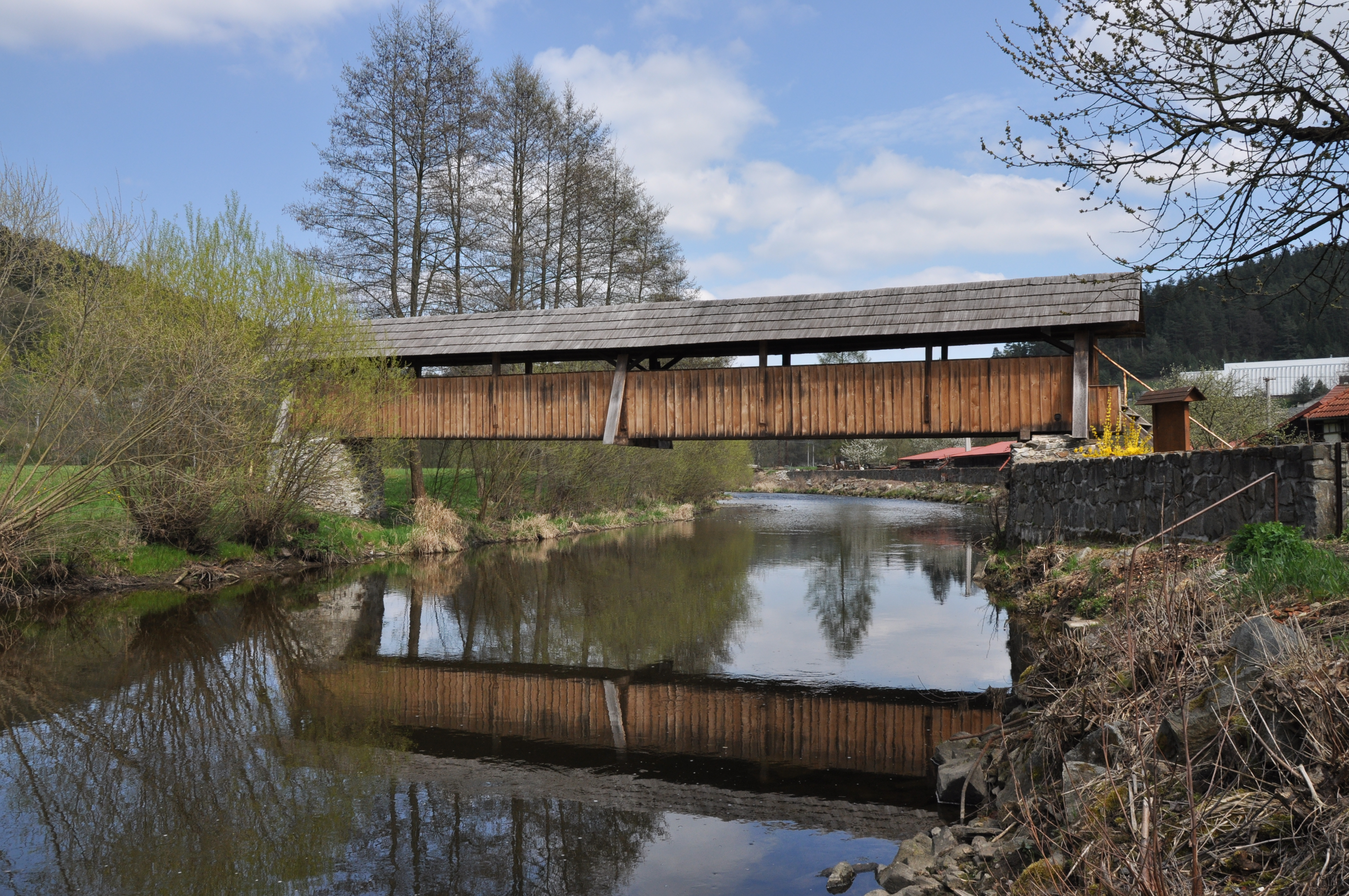
Dřevěná lávka přes Svratku
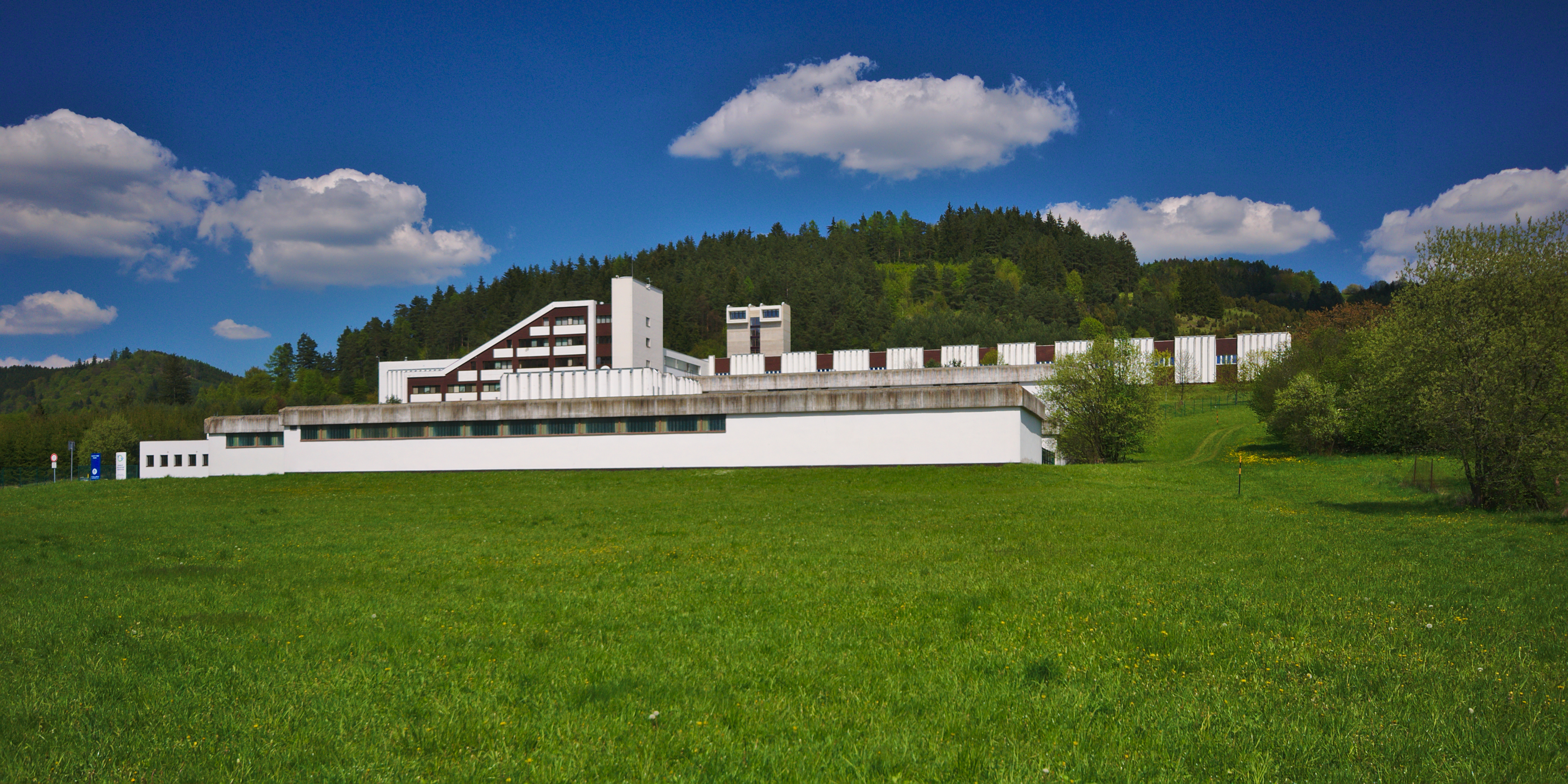
Úpravna vody
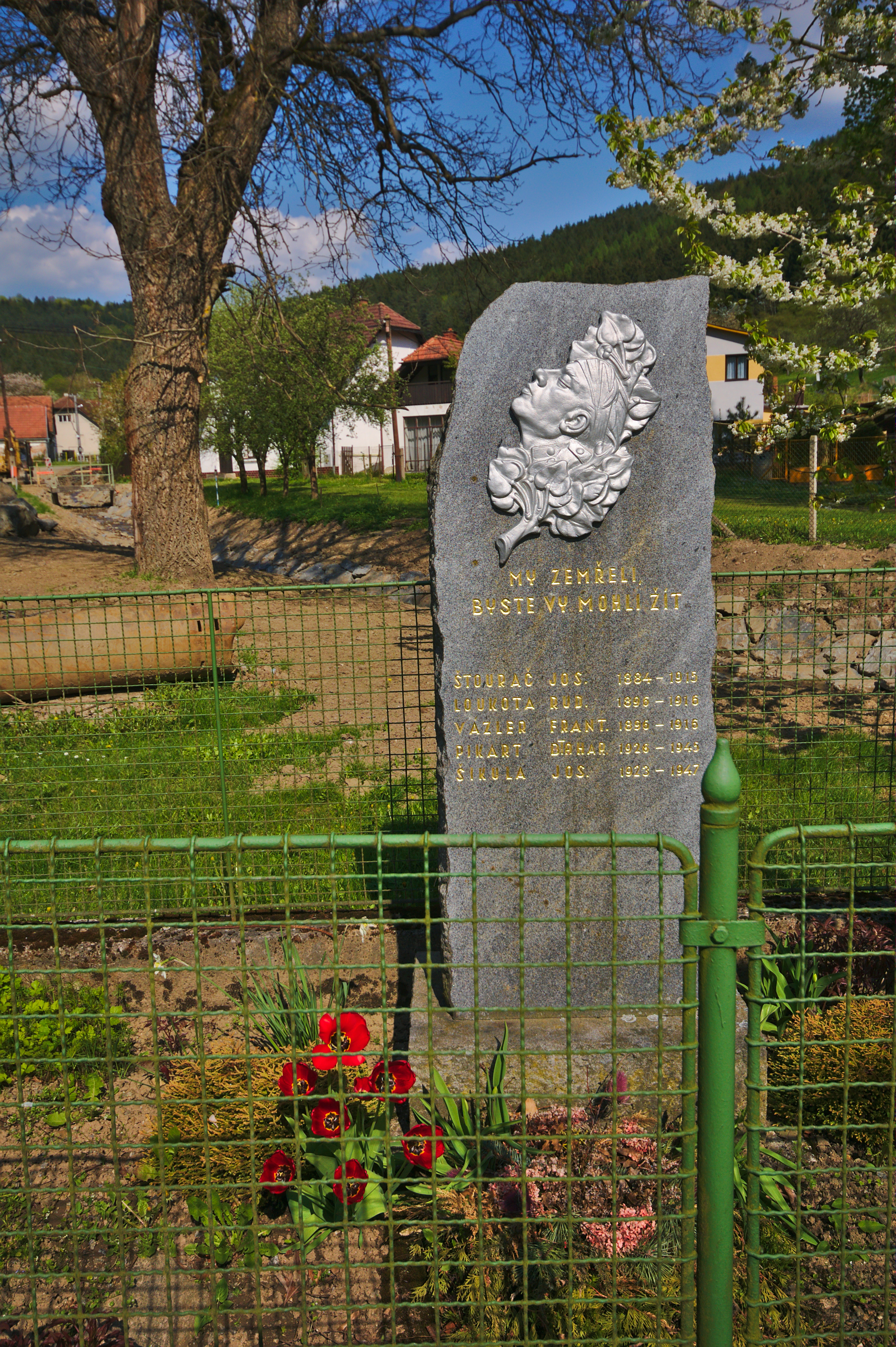
Památník obětem světových válek
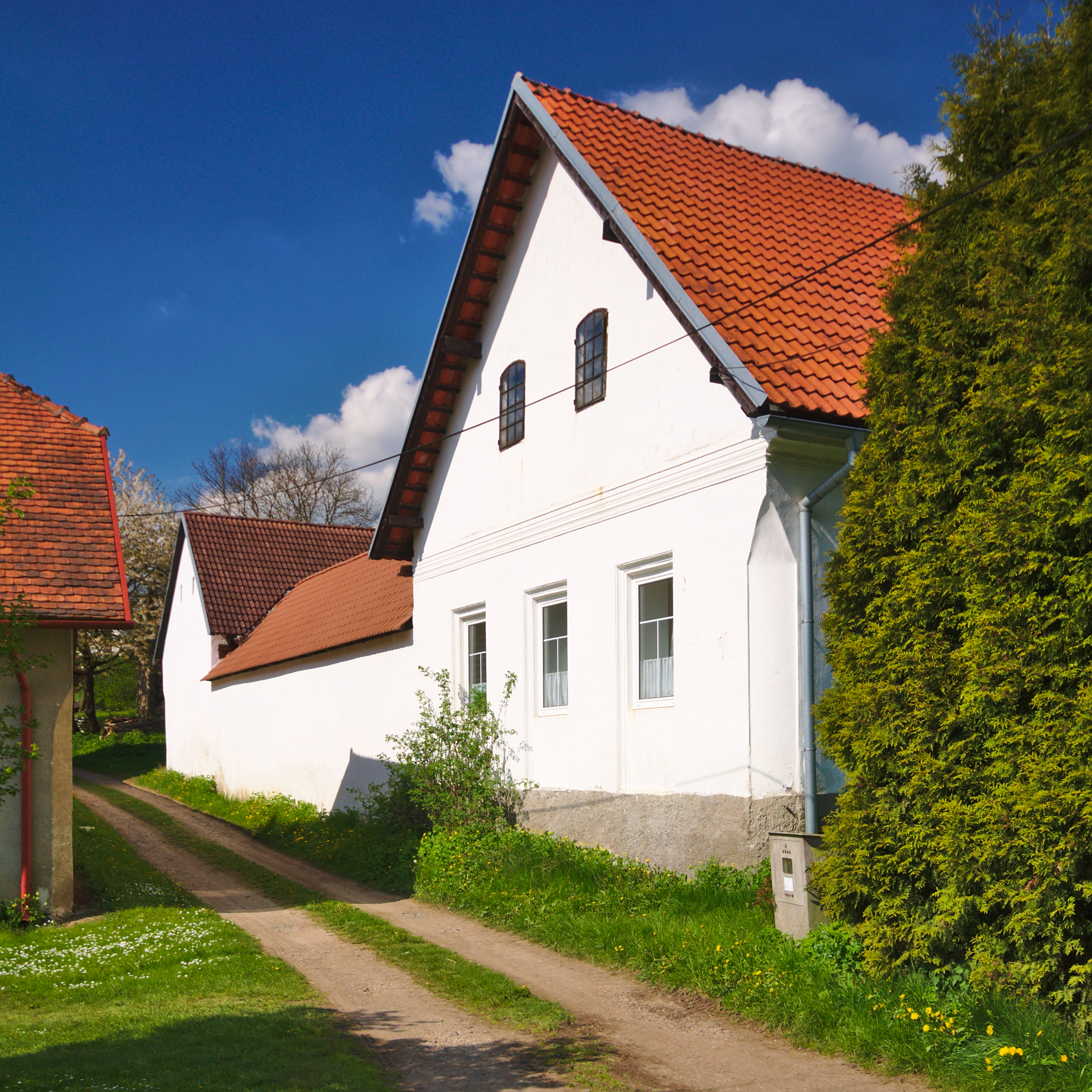
Venkovské stavení
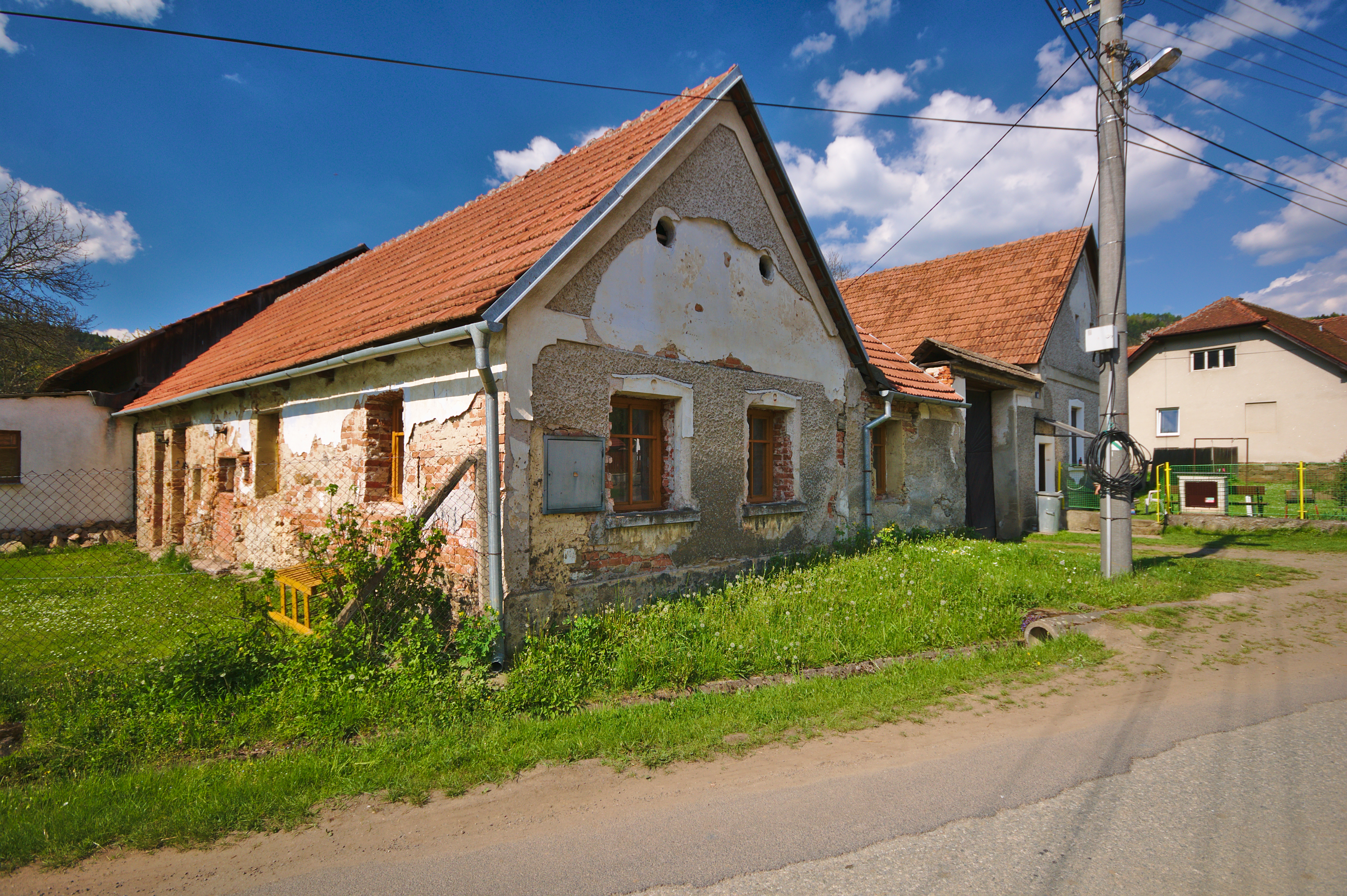
Venkovské stavení
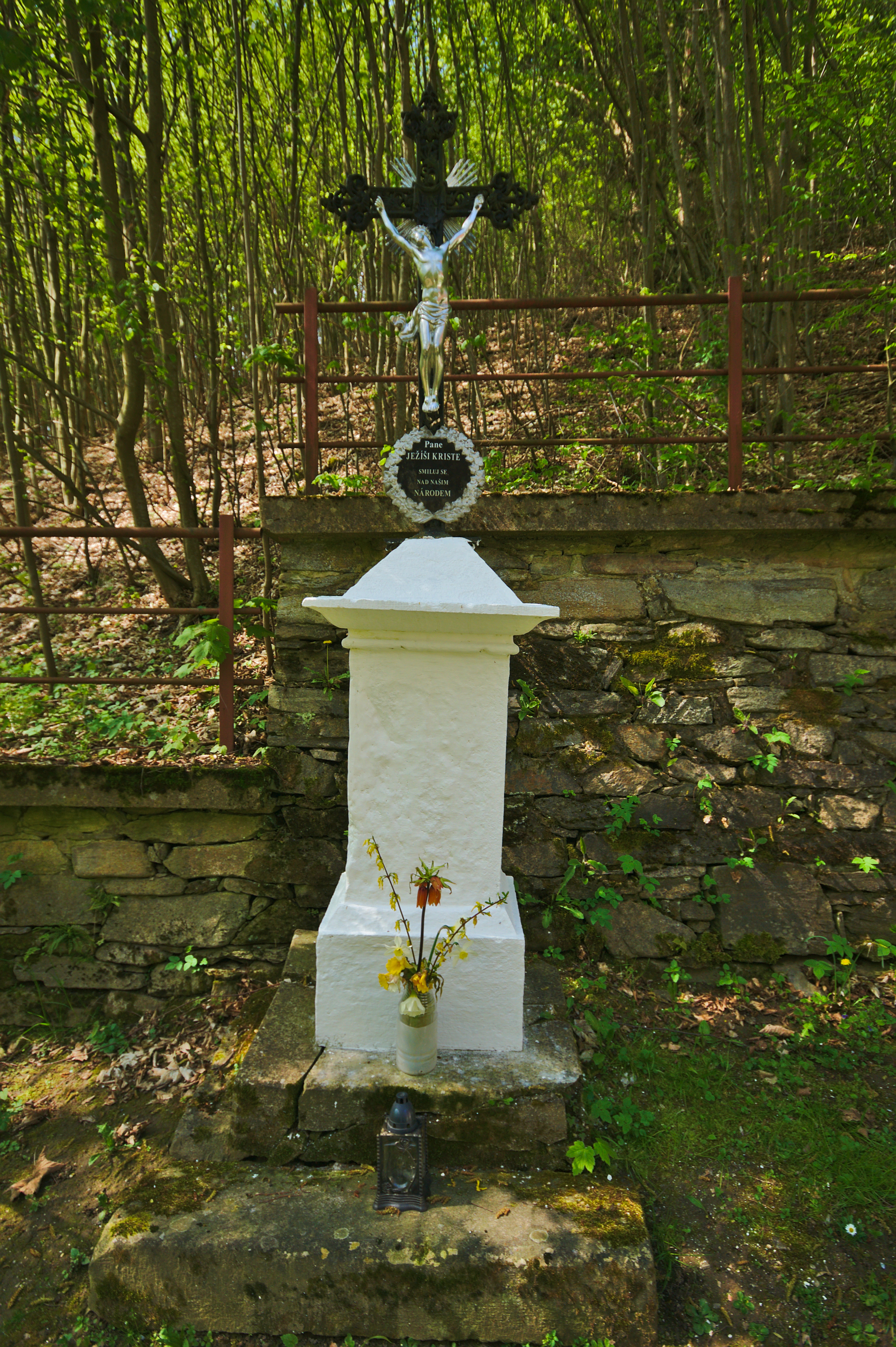
Kříž u kaple Nejsvětější Trojice